# NOM-026-STPS-2008

La NOM-026-STPS es una norma oficial mexicana sobre los colores y señales de seguridad e higiene así como la identificación de riesgos en tuberías por fluidos conducidos en tuberías. Como todas las normas de la Secretaría del Trabajo tiene carácter obligatorio dentro de todo el territorio nacional mexicano. Su última versión fue publicada en el año 2008.

## Objetivo
Esta norma establece los requerimientos en cuanto a los colores y señales de seguridad e higiene y la identificación de riesgos por fluidos conducidos en tuberías.